# Toscanakrokus
Toscanakrokus (Crocus etruscus) är en irisväxtart som beskrevs av Filippo Parlatore. Enligt Catalogue of Life ingår Toscanakrokus i släktet krokusar och familjen irisväxter, men enligt Dyntaxa är tillhörigheten istället släktet krokusar och familjen irisväxter. IUCN kategoriserar arten globalt som nära hotad. Arten förekommer tillfälligt i Sverige, men reproducerar sig inte. Inga underarter finns listade i Catalogue of Life.

## Bildgalleri

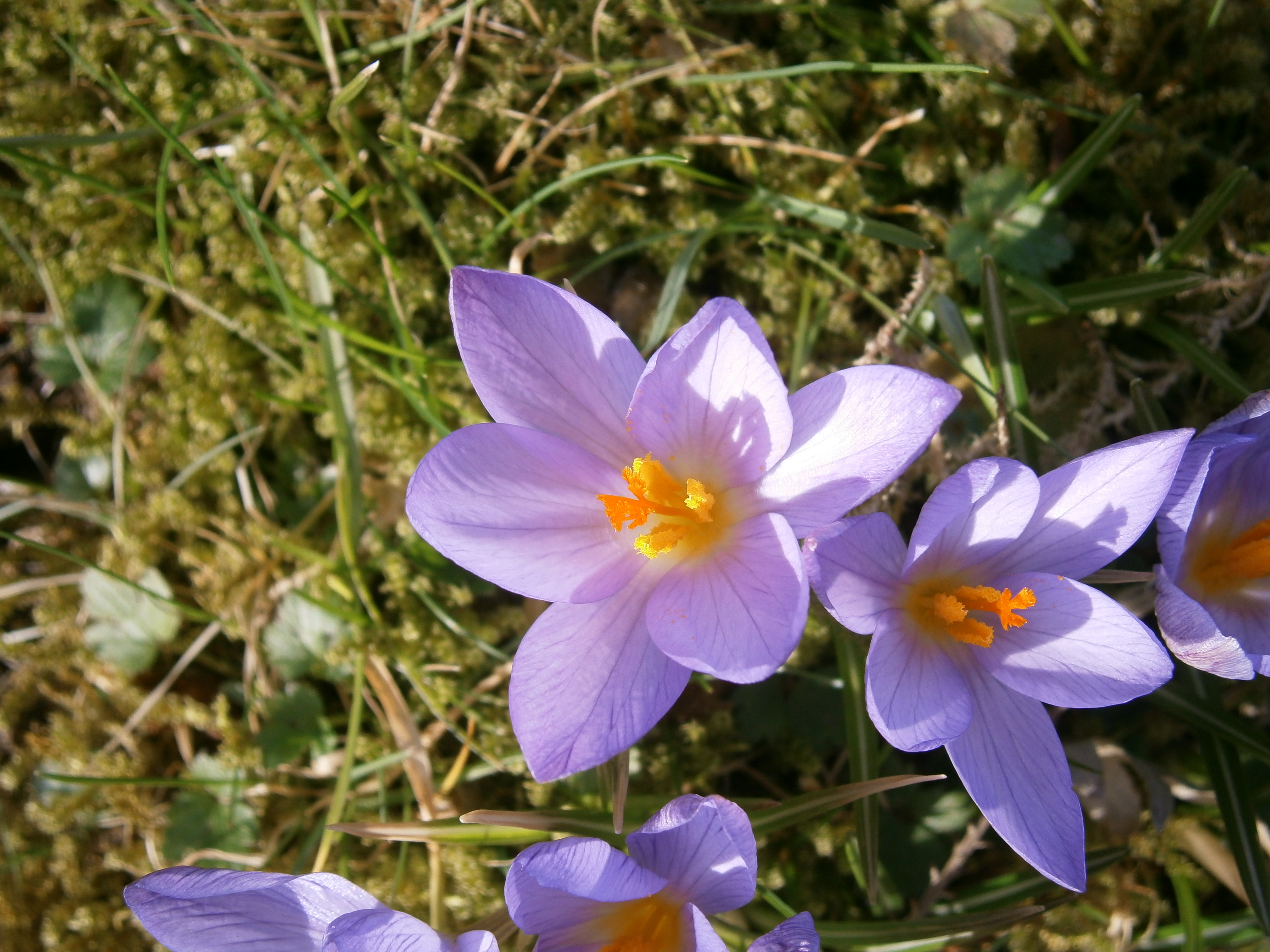
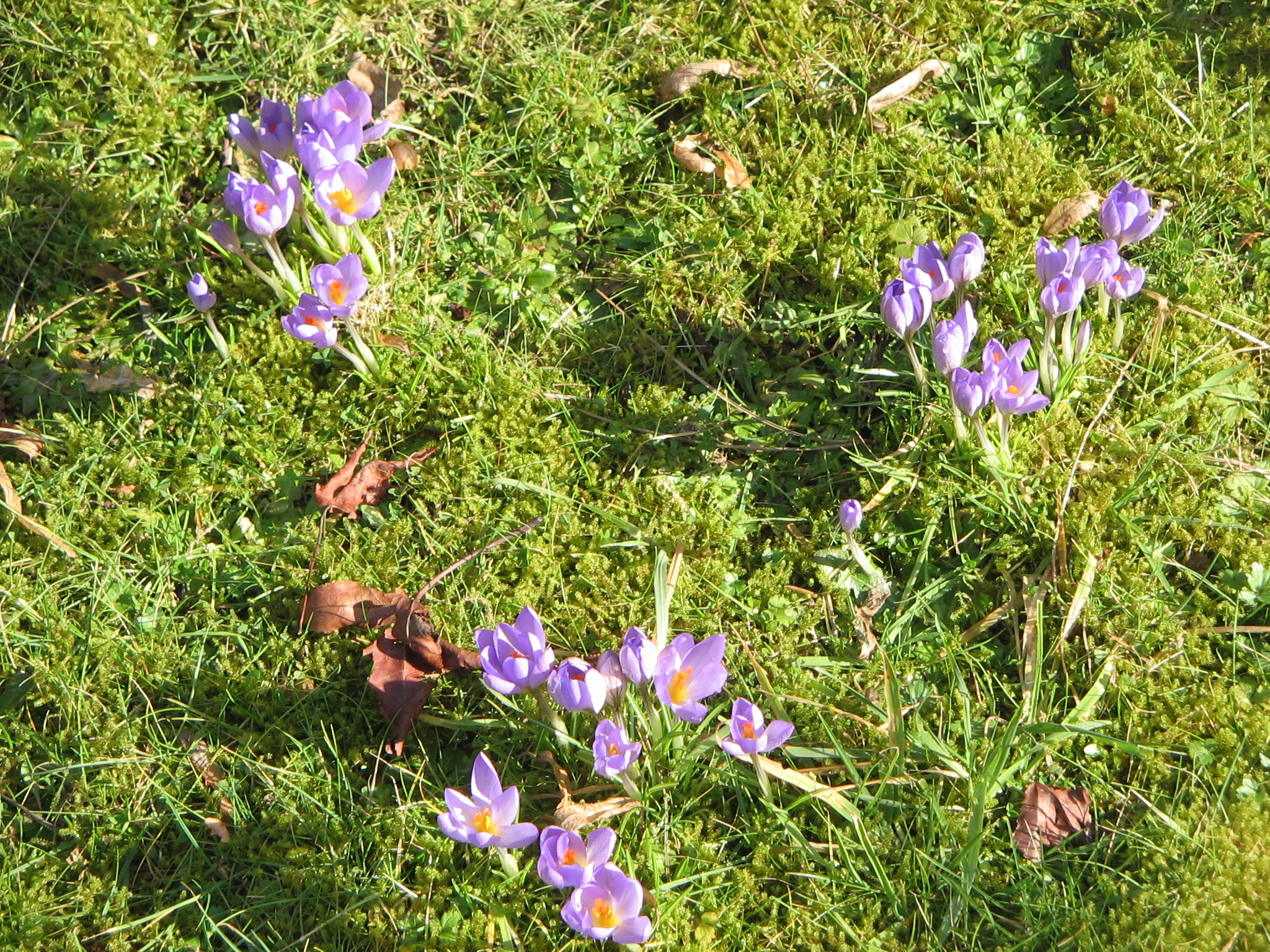
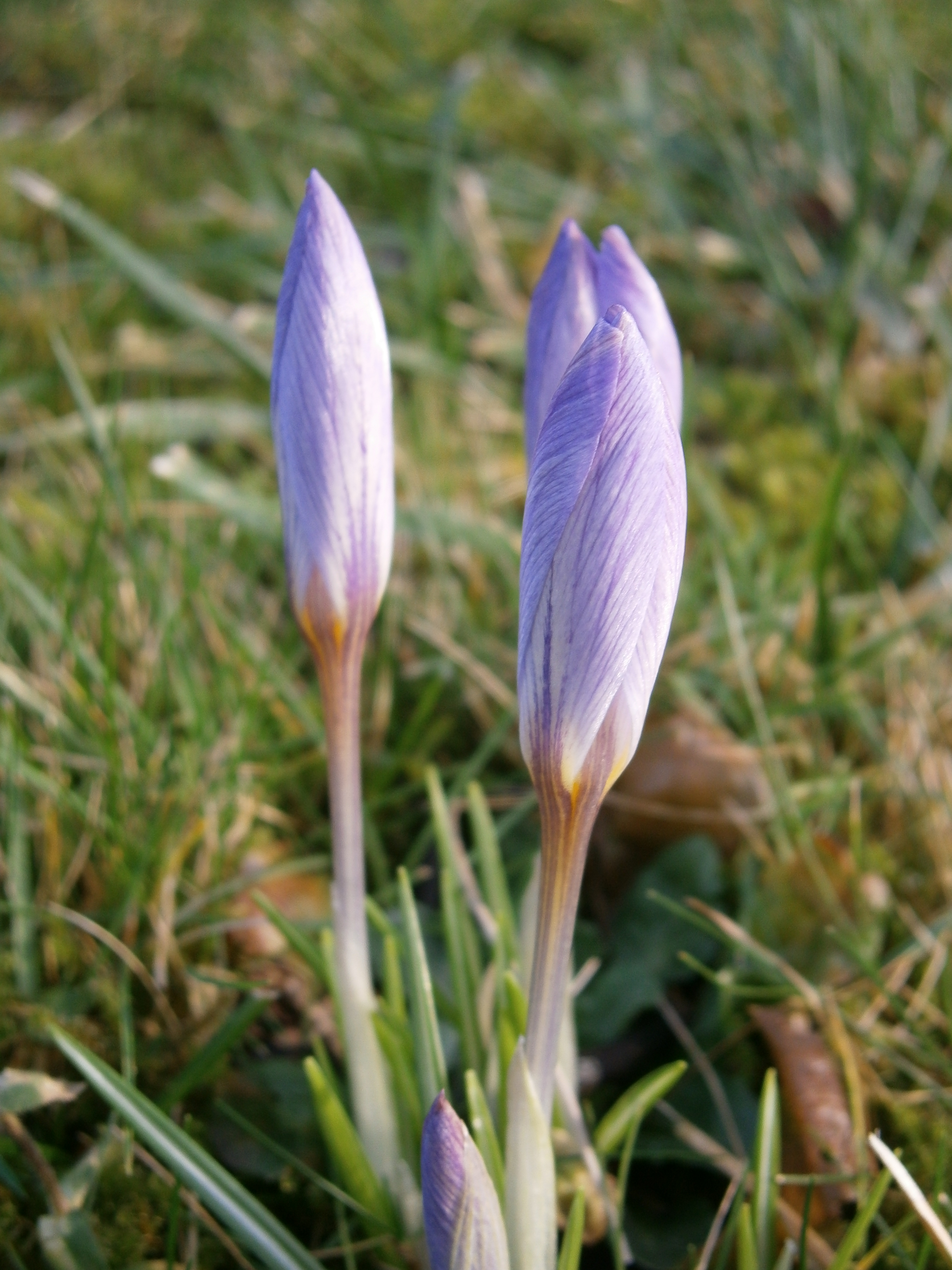
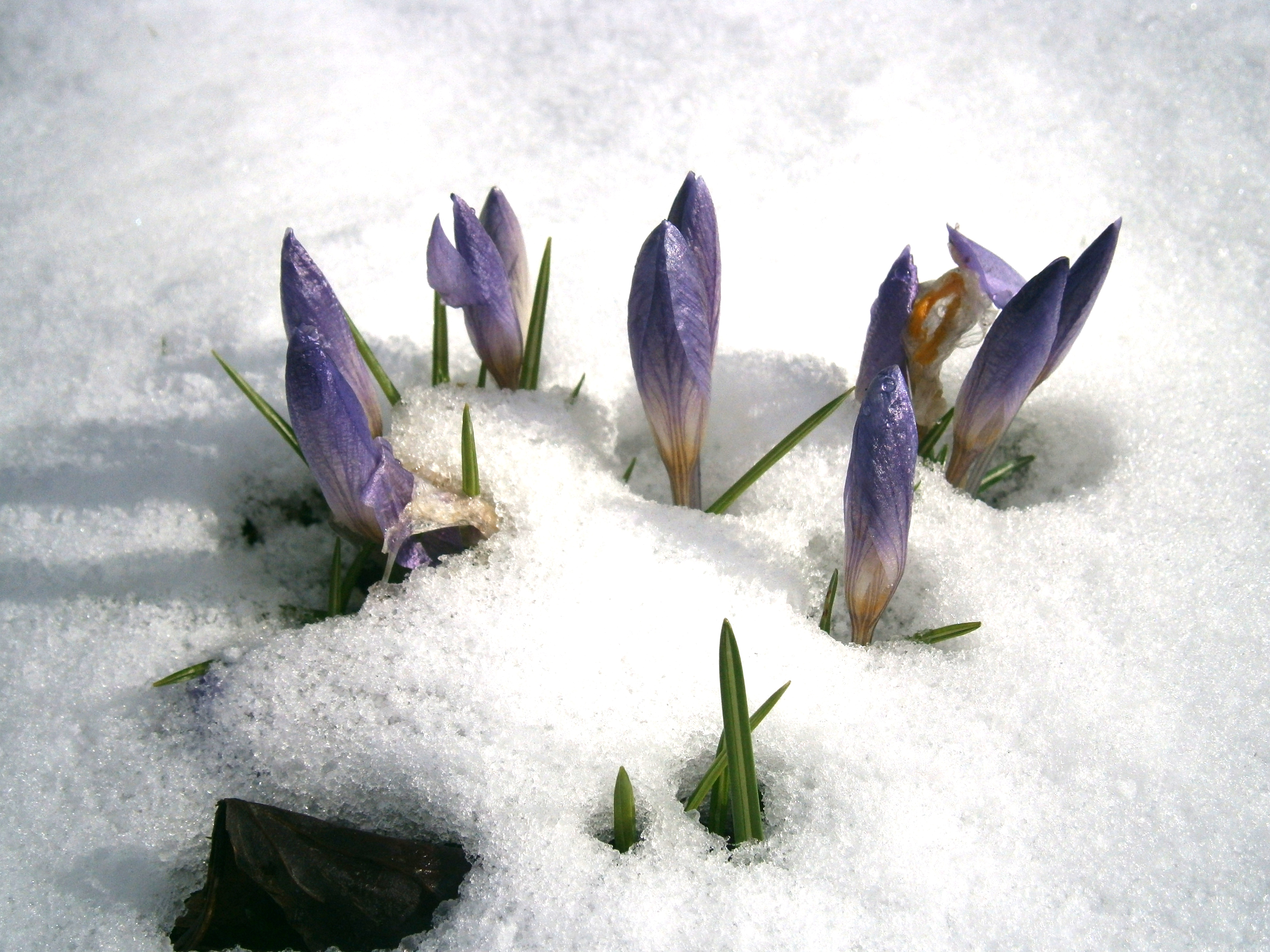
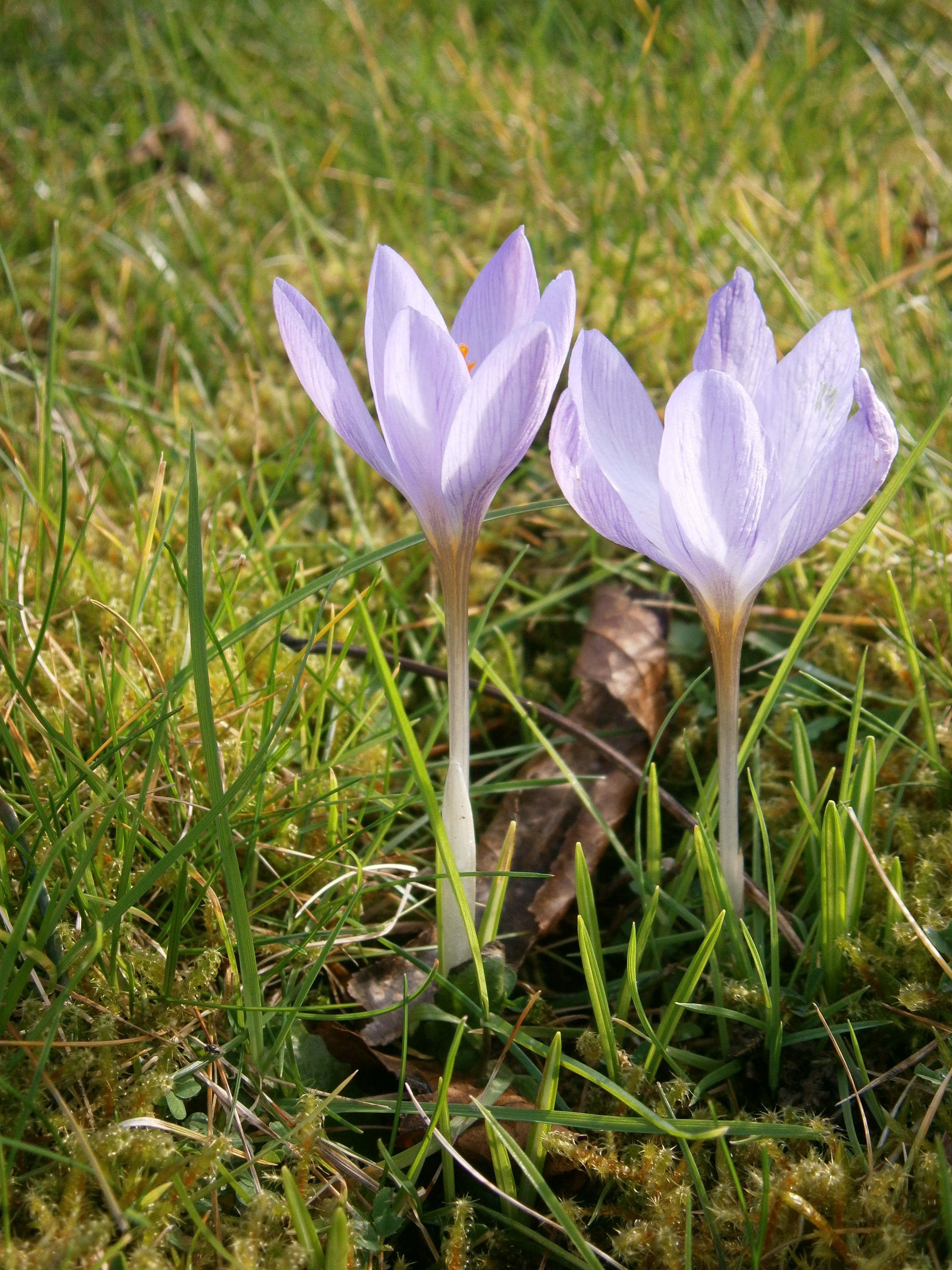
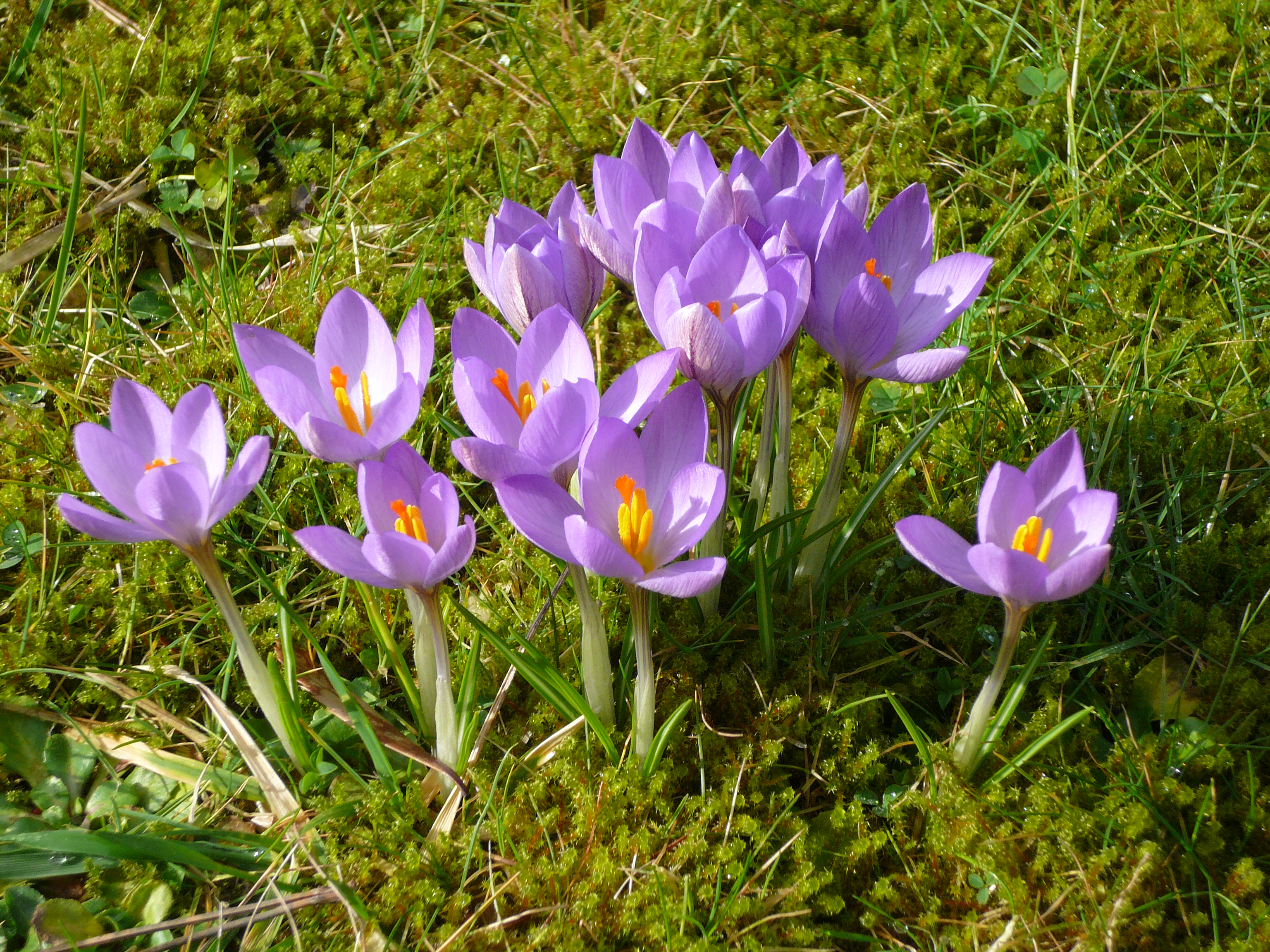